# Unione dinastica
Per unione dinastica si intende (soprattutto nel passato) il fenomeno storico per cui due Stati sovrani riconoscono come proprio monarca lo stesso sovrano, scelto secondo le stesse regole successorie nella medesima dinastia.

## Tipologie
- Unione personale è quella in cui due o più Stati, in seguito a vicende dinastiche o matrimoniali, si trovano ad avere lo stesso Capo dello Stato, generalmente il re. In genere è conseguenza di un matrimonio tra gli eredi dei rispettivi regni, mediante una intesa tra le dinastie di appartenenza che rientra nella cosiddetta politica matrimoniale[1].

- Unione reale è quella in cui due o più Stati decidono, in base a un trattato, di avere uno o più organi costituzionali comuni, fra cui il sovrano: non vi è solo una casuale coincidenza tra le persone fisiche dei re dei due regni o delle rispettive dinastie regnanti, ma vi è una identificazione dei due Stati, che hanno consensualmente deciso di sottoporsi al medesimo sovrano.

## Regni della penisola iberica

### Conti di Aragona e re di Navarra
- 926-970 García I Sánchez di Navarra, alias García Sanchez Abarca
- 970-994 Sancho II Garcés di Navarra, alias Sancho II Garcés Abarca
- 994-1000 García II Sánchez di Navarra il Tremolante, alias García Sánchez II Abarca
- 1000-1035 Sancho III Garcés di Navarra il Grande

### Re di Aragona e Navarra
- 1035-1063 Ramiro I di Aragona
- 1063-1094 Sancho I Ramirez (V di Navarra)
- 1094-1101 Pietro I di Aragona, conquistò Huesca
- 1104-1134 Alfonso I, conquistò Saragozza

### Regno di Castiglia e regno di Leon
I regni di Castiglia e di Leon si trovarono uniti:
- Nel 1037, a opera di Ferdinando I di Castiglia. Alla sua morte nel 1065 i due regni, secondo la tradizione allora vigente, furono divisi tra i suoi figli.
- Dal 1072 al 1157, sotto il regno di Alfonso VI e di Alfonso VII.
- Nel 1230 con l'unione dei loro Cortes (parlamenti). Ferdinando III divenne re di Castiglia e Leon unendo i due regni grazie all'eredità rispettivamente della madre Berenguela e al padre Alfonso IX di León.

### Regno d'Aragona e contea di Barcellona
Sotto Raimondo Berengario IV nel 1137.

## Regni delle isole britanniche

### Regno d'Inghilterra e Ducato di Normandia
Nel 1066 Guglielmo il Conquistatore, Duca di Normandia, conquistò il regno d'Inghilterra e si proclamò re dopo avere sbaragliato le truppe anglosassoni nella battaglia di Hastings il 14 ottobre 1066.
Negli anni successivi alcuni dei sovrani d'Inghilterra possedettero anche il titolo di Duca di Normandia:
- Guglielmo I d'Inghilterra (detto "il Conquistatore")
- Enrico I d'Inghilterra
- Enrico II d'Inghilterra
- Riccardo I d'Inghilterra (detto "Cuor di leone")
- Giovanni d'Inghilterra (detto "Senzaterra"), fino al 1204

### Regno d'Inghilterra e regno d'Irlanda
Nel 1542, poiché gli era giunta voce che gli irlandesi si ritenessero sottoposti al papa piuttosto che sudditi del signore d'Irlanda (il sovrano d'Inghilterra), il re d'Inghilterra Enrico VIII si proclamò "re di Irlanda", ponendo fine alla signoria d'Irlanda e fondando il regno d'Irlanda. Da allora fino al 1707 il regno d'Inghilterra e il regno d'Irlanda furono in unione dinastica nella persona del loro sovrano. Nel 1603 l'unione personale si estese anche al regno di Scozia.
Nel 1542 in Irlanda fu adottata una nuova bandiera: la croce di San Patrizio, che sarà la bandiera ufficiale del Regno d'Irlanda fino al 1801.

### Regno d'Inghilterra, Regno d'Irlanda e Regno di Scozia
L'unione dinastica fra il regno di Inghilterra, il regno di Irlanda e il regno di Scozia avvenne nel 1603, quando il re di Scozia Giacomo VI divenne anche re d'Inghilterra e re d'Irlanda con il nome di Giacomo I d'Inghilterra, in seguito alla morte della regina Elisabetta I d'Inghilterra. Giacomo fu così il primo monarca ad essere sovrano d'Inghilterra, di Scozia e d'Irlanda.
Il 12 aprile 1606, a seguito di un decreto del Re, iniziò a circolare sulle imbarcazioni sia inglesi sia scozzesi la prima Union Flag, che tuttavia non divenne bandiera ufficiale fino al 1707.
L'unione dinastica (o unione personale) fra i regni di Inghilterra e Scozia terminò di fatto con l'atto di unione proclamato nel 1707 dalla regina Anna, con il quale si sancì l'unione territoriale e politica del regno d'Inghilterra e del regno di Scozia, che formarono il Regno di Gran Bretagna.

### Regno di Gran Bretagna e Regno d'Irlanda
Dal 1707, in seguito all'atto di unione proclamato dalla regina Anna, l'unione dinastica divenne fra il neonato regno di Gran Bretagna e il regno d'Irlanda (che era precedentemente in unione personale con Inghilterra e Scozia). L'unione personale fra Gran Bretagna e Irlanda terminò nel 1801, quando re Giorgio III unì il regno di Gran Bretagna e il regno d'Irlanda; dopo l'atto di unione del 1800, il 1º gennaio 1801, Giorgio III proclamò il Regno Unito di Gran Bretagna e Irlanda e assunse il titolo di re del Regno Unito di Gran Bretagna e Irlanda.
Nello stesso anno venne messa in circolazione la nuova bandiera, l'attuale Union Flag, che univa la bandiera di Gran Bretagna e quella d'Irlanda, trovandosi a essere l'unione delle croci di San Giorgio per l'Inghilterra, Sant'Andrea per la Scozia e San Patrizio per l'Irlanda.

## Regno di Francia e Ducato di Borgogna
Il duca di Borgogna Enrico I divenne nel 1029 re di Francia, ma tale unione cessò dopo poco tempo, nel 1032.

## Regno di Polonia e Granducato di Lituania
Mediante l'Unione di Krewo (o Unione di Krevo) la regina di Polonia Edvige d'Angiò e il Granduca Jogalia di Lituania raggiunsero un accordo politico-dinastico in base al quale fu fondata l'Unione polacco-lituana. Il documento fu firmato nella città di Krewo il 14 agosto 1385 e fissava i seguenti punti:
- Matrimonio fra Edvige di Polonia e Jogalia di Lituania
- Incoronazione a re di Polonia di Jogalia, conosciuto in seguito come re Ladislao II Jagellone
- Conversione di Jogalia e degli altri nobili lituani al cattolicesimo romano
- Rilascio di tutti i prigionieri cristiani nelle mani dei lituani
- Unione personale dei territori di Lituania e Polonia sotto la sovranità dei monarchi polacchi per l'eternità

Fu poi superata dall'Unione di Lublino.

## Regni Scandinavi

### Regno di Danimarca, Norvegia e Svezia
La regina Margherita, che era figlia del re danese Valdemaro Atterdag e moglie del re norvegese Haakon VI, manovrò per fare sì che il bisnipote Eric di Pomerania venisse riconosciuto erede al trono norvegese ed eletto re nelle altre due nazioni (Unione di Kalmar).

### Regno di Danimarca e Regno di Norvegia
I regni di Svezia e di Norvegia tra il 1814 e il 1905 furono riuniti sotto il casato dei Bernadotte con il nome Svezia-Norvegia. Già in altre due occasioni, dal 1319 al 1343 e brevemente dal 1449 al 1450, furono riunite sotto la stessa corona.